# 雷達槍

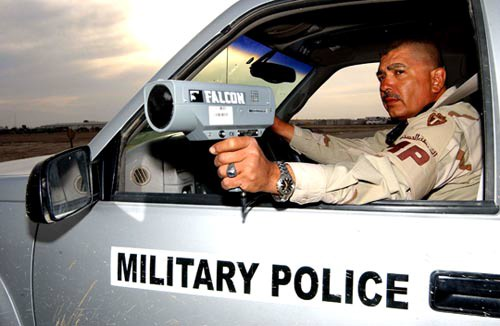
一名持雷達槍的美军宪兵

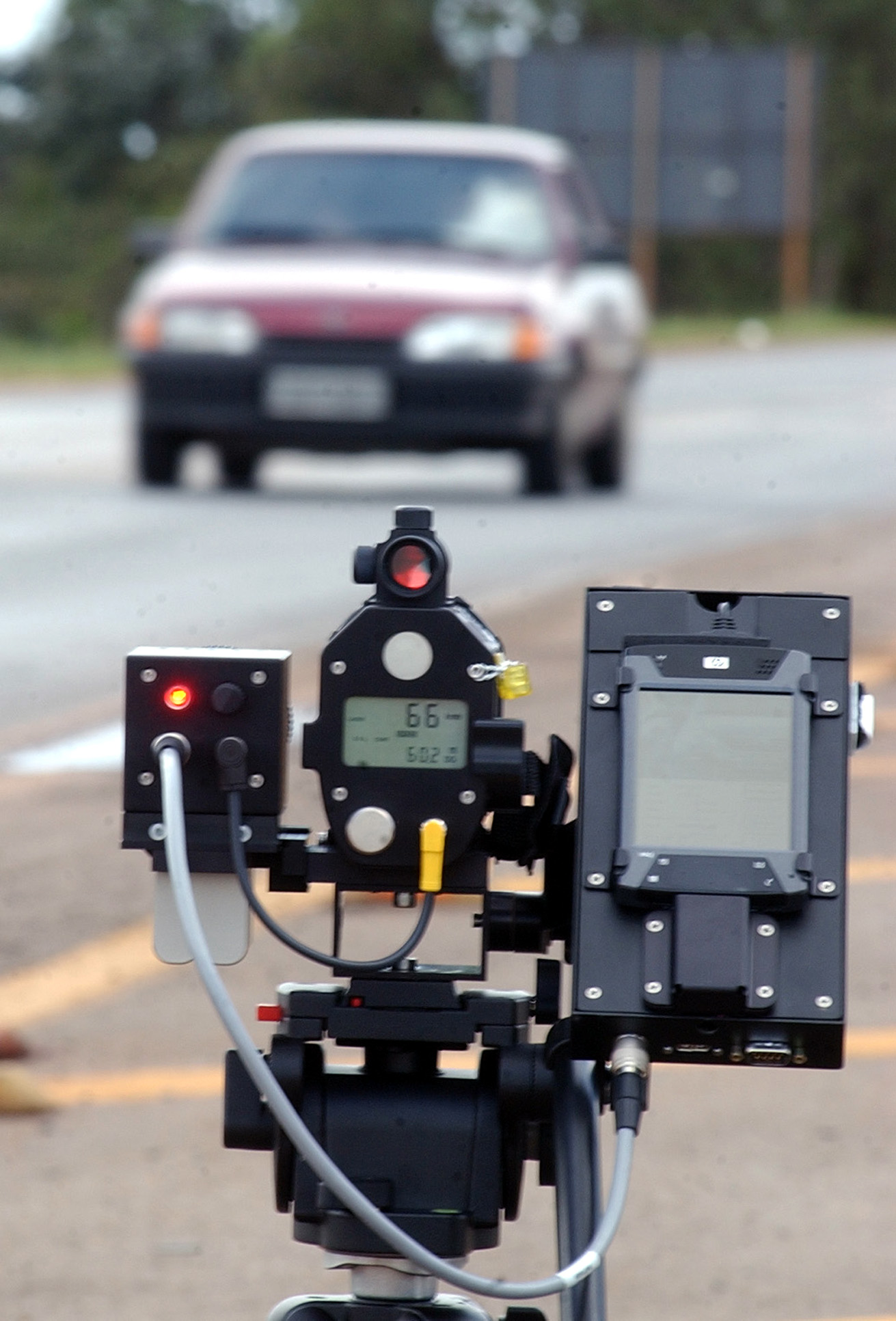
巴西使用的微型雷达数字化摄像机

雷達槍是一种小型都卜勒雷達，又稱測速器或測速雷達，一般被用来测量汽車的速度来检查车辆是否遵守限速规定，也被用来在体育中测量运动员或者球类的速度，一些自动门也适用雷達槍。雷達槍不测量物体的位置，它仅依靠运动物体对它发出的雷达射线产生的多普勒效应来测量物体的速度。雷達槍有手持的、装在车辆上的或者固定的。
今天大多数雷達槍的频率在微波或者红外线波段。
雷達槍是1954年3月发明的，首次使用是同年4月在美国芝加哥。
市场上有出卖能够感受到警察使用的雷達和激光枪的设备，就像在電子作戰中一样，一些警察也有能够发现这样的感受器的设备。

## 原理
最简单的雷達槍由一个无线电波发射和接受机组成。发射机发出一道无线电波信号，接收机则接受该信号被被测量物体反射的部分。假如被测量的物体对雷達槍有相对速度的话它反射的信号的频率就会发生变化，雷達槍就是根据这个频率变化来计算物体的速度的。
假如雷達槍没有把自己车辆的速度计算进去的方法的话它必须被安装在一个固定的地方来测量其它物体的速度。
不同频段的雷達槍的工作方法也不一样。X频段的射线比较容易被测量，因此已经不常用了，另外大多数自动门也适用X频段，因此可能干扰警察的测量。
交通雷達槍有不同型号，有手持的，也有固定的或者移动的。手持的一般使用电池为电源。固定的和移动的可以安装在警察车上。